# Sputnik

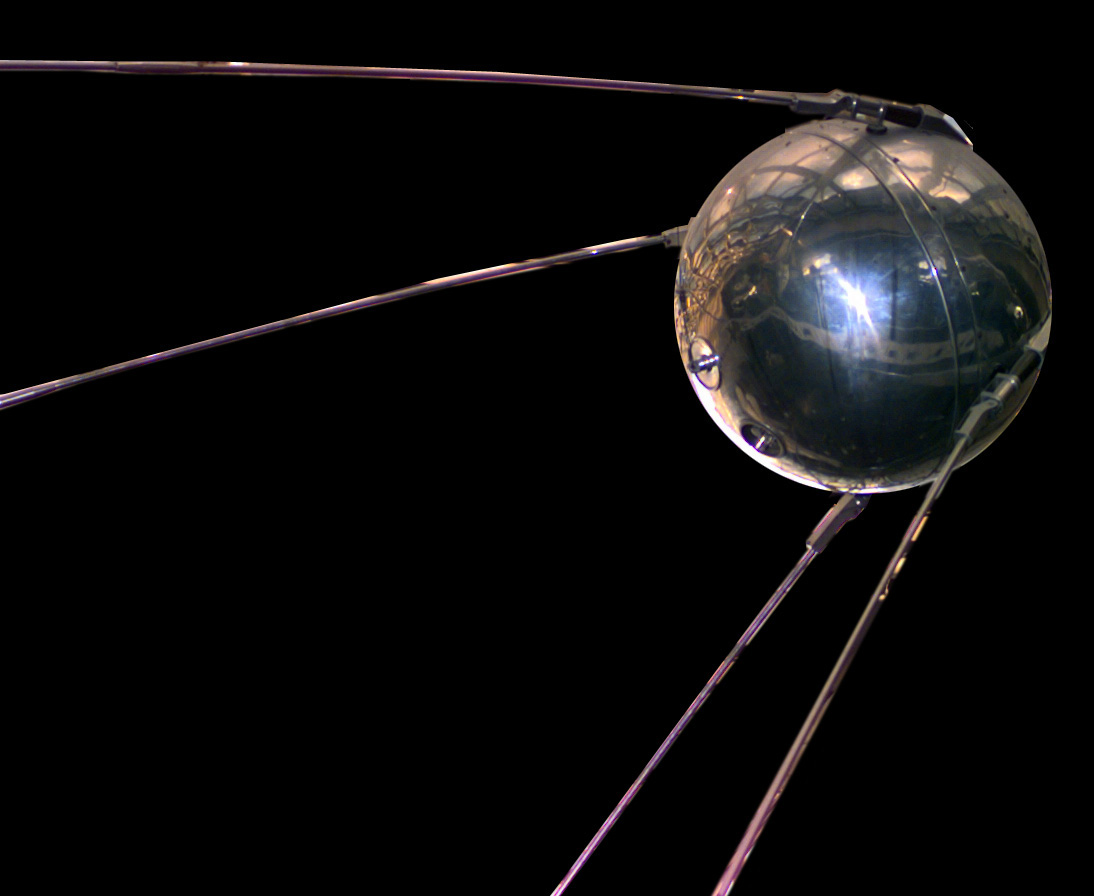
Pełnowymiarowa makieta Sputnika 1

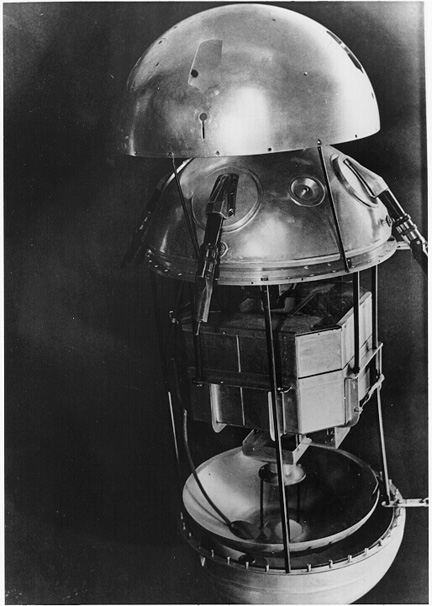
Wnętrze Sputnika 1

Sputnik (ros. Спутник – „towarzysz podróży”) – seria pierwszych radzieckich sztucznych satelitów Ziemi. To rosyjskie określenie przyjęło się obecnie w wielu językach jako synonim sztucznego satelity Ziemi.

## Sputnik 1
Pierwszy w historii sztuczny satelita Ziemi wyniesiony na orbitę 4 października 1957 o godzinie 19:28 GMT z kosmodromu Bajkonur przez rakietę nośną Sputnik 8K71PS zaprojektowaną przez Siergieja Korolowa, przeznaczoną do przenoszenia głowic atomowych. Początkowo okrążał Ziemię w swym wirowym locie 15 razy na dobę z prędkością 7,57 km/s średnio 587 km nad ziemią (apogeum, czyli najwyższy punkt jego orbity wynosił 962 km, zaś perygeum, czyli najniższy punkt jego orbity 212 km). Obserwacji optycznych obiegu satelity na tle gwiazd dokonano blisko 400 razy. Misja zakończyła się 4 stycznia 1958 po dokonaniu 1367 okrążeń wokół Ziemi.
Lot Sputnika 1 zapoczątkował wyścig kosmiczny między ZSRR i USA, który zaowocował lądowaniem człowieka na Księżycu w 1969.

### Dane techniczne i wyposażenie
- masa 83,46 kg,
- średnica 58 cm,
- 2 nadajniki radiowe o mocy 1 wata działające naprzemiennie na falach 7,5 i 15 m (nadawany przez nie sygnał mogli odbierać radioamatorzy z całej Ziemi),
- 2 pary anten o długości 2,4 i 2,9 m,
- czujnik temperatury (wszystkie urządzenia elektryczne tamtych czasów mogły pracować jedynie w przedziale −30 °C do +90 °C),
- baterie (kwasowe) zasilające (starczyły na 21 dni pracy, co pozwoliło na przekazanie około 60 000 pomiarów telemetrycznych – informacja podana przez L. I. Siedowa na Kongresie Międzynarodowej Federacji Astronautycznej w Amsterdamie).

## Sputnik 2
Sztuczny satelita Ziemi wyniesiony na orbitę 3 listopada 1957 z psem Łajką.

## Sputnik 3
Sztuczny satelita Ziemi wyniesiony na orbitę 15 maja 1958 (po pierwszej próbie nieudanej) z przyrządami do pomiarów geofizycznych, z których część zawiodła uniemożliwiając zbadanie pasów Van Allena.

## Pozostałe satelity serii Sputnik
Prasa zachodnia czasów zimnej wojny nadała jeszcze nazwy Sputnik 4 i Sputnik 5 prototypom załogowego statku Wostok (Korabl-Sputnik 1 i Korabl-Sputnik 2).